# Себровичи
Себровичи (бел. Сябровічы) — упразднённая деревня в Чечерском районе Гомельской области Беларуси. Входила в состав Ленинского сельсовета.
Около деревни расположено месторождение песка.
В результате катастрофы на Чернобыльской АЭС и радиационного загрязнения жители (128 семей) в 1992 году переселены в чистые места.

## География

### Расположение
В 15 км на юг от Чечерска, 46 км от железнодорожной станции Буда-Кошелёвская (на линии Гомель — Жлобин), 79 км от Гомеля.

### Гидрография
На восточной окраине старица реки Сож, на юге мелиоративный канал, соединённый с рекой Сож.

## Транспортная сеть
На автодороге Чечерск — Присно. Планировка состоит из прямолинейной улицы, ориентированной с юго-запада на северо-восток. Застройка двусторонняя, деревянная, усадебного типа. Частично сгорела.

## История
Обнаруженные археологами поселения III-го тысячелетия до н. э. (в 1 км на северо-восток от деревни, в урочище Липов Брод), бескурганный могильник 1-й половины II тысячелетия до н. э. (на северо-восток от деревни), городище VII—III столетия до н. э. (на южной окраине), курганный могильник IX—XII веков (4 насыпи на северной окраине) и поселение VII—III столетия до н. э. (в 0,5 км на восток) свидетельствуют о заселении этих мест с давних времён.
Согласно письменным источникам известна с XVI века как селение в Речицком повете Минского воеводства Великого княжества Литовского. Согласно инвентаря 1704 года 5 дымов, в 1726 году 13 дымов, центр войтовства, в Чечерском старостве, на тракте Рогачёв — Гомель.
После 1-го раздела Речи Посполитой (1772 год) в составе Российской империи. С 1832 года действовали трактир и переправа через реку Сож. Согласно ревизским материалам 1859 года в Чечерской волости Могилёвской губернии, во владении графа И. И. Чернышова-Кругликова. С 1880 года работал хлебозапасный магазин. Согласно переписи 1897 года действовали хлебозапасный магазин, 2 ветряные мельницы, в Дудичской волости Рогачёвского уезда Могилёвской губернии.
Созданный в 1918 году в деревне боевой отряд вёл активные действия против польских легионеров и германских войск. С 8 декабря 1926 года до 16 июля 1954 года центр Новозаречского сельсовета Чечерского района Гомельского (до 26 июля 1930 года) округа, с 20 февраля 1938 года Гомельской области. В 1929 году организован колхоз «Коминтерн», работали кузница и 2 ветряные мельницы. В 1931 году открыта изба-читальня. Во время Великой Отечественной войны оккупанты убили 40 жителей. 72 жителя погибли на фронтах.
В 1979 году в деревню переселились жители соседнего посёлка Лески. Была центром колхоза «XXIV партсъезд». Размещались комбинат бытового обслуживания, 8-летняя школа, Дом культуры (кирпичное здание построенное в 1960 году), фельдшерско-акушерский пункт, ветеринарный участок, отделение связи, 2 магазина.

## Население

### Численность
- 1992 год — жители (128 семей) переселены.

### Динамика
- 1704 год — 5 дымов.
- 1726 год — 13 дымов.
- 1897 год — 84 двора, 552 жителя (согласно переписи).
- 1959 год — 490 жителей (согласно переписи).
- 1992 год — жители (128 семей) переселены.

## Известные уроженцы
- Григорий Никифорович Подобедов — четырнадцатилетний участник партизанского движения во время Великой Отечественной войны (убит оккупантами, его имя носит улица и детская библиотека в Чечерске)[1].